# Thismia espirito-santensis
Thismia espirito-santensis är en enhjärtbladig växtart som beskrevs av Alexander Curt Brade. Thismia espirito-santensis ingår i släktet Thismia och familjen Burmanniaceae. Inga underarter finns listade i Catalogue of Life.